# Качановский, Юрий Владимирович
Юрий Владимирович Качановский (20 мая 1925, Харьков — 1 сентября 2010, Хабаровск) — советский и российский историк и правовед. Доктор исторических наук, кандидат юридических наук, профессор. Почётный гражданин города Хабаровска.

## Биография
После начала войны вместе с отцом — врачом госпиталя — эвакуировался в Красноярск. Работал на радиозаводе, экстерном окончил среднюю школу.
1 января 1943 года призван в армию, учился в артиллерийском училище, был командиром взвода, артиллерийской батареи. Имеет боевые награды: ордена Красного Знамени, Красной Звезды, Отечественной войны II степени, медали.
В 1946 году поступил в Харьковский юридический институт, после его досрочного окончания — в аспирантуру. В 1954 году в Московском юридическом институте защитил диссертацию на соискание учёной степени кандидата юридических наук по теме «Законодательство об аграрных преобразованиях в Народно-Демократической Болгарии в 1944-1951 годах». Получил назначение в Хабаровск, начал работать в Хабаровском филиале ВЮЗИ (впоследствии войдет в структуру Хабаровской государственной академии экономики и права как юридический факультет).
В 1971 году опубликовал монографию «Рабовладение, феодализм или азиатский способ производства?» (Изд-во «Наука», Гл. ред. восточной литературы). В книге обобщались основные итоги второй дискуссии об азиатском способе производства 1950-х — 1960-х годов. Ю. В. Качановский полемически пытался опровергнуть идею особого пути развития восточных обществ и склонялся к традиционной схеме пяти формаций. Однако в книге обобщался большой материал по дискуссии, которая велась зарубежными учеными. Долгое время книга Ю. В. Качановского была едва ли не единственным источником по данной проблематике для многих отечественных ученых, которые не имели доступ к зарубежной литературе.
В 1975 году по данной теме защитил докторскую диссертацию в Институте востоковедения АН СССР по специальности «исторические науки». С 1977 г. — профессор кафедры истории и теории государства и права юридического факультета Хабаровской государственной академии экономики и права, автор более 60 работ, в том числе двух монографий.
Был членом бюро Кировского райкома КПСС, народным депутатом Кировского районного Совета, в 1992—1993 годах — председателем Кировского районного Совета народных депутатов. Избирался председателем совета ветеранов войны и труда Кировского района.
За большой вклад в реформирование общественной жизни города и воспитание молодёжи в 1997 году Ю. В. Качановскому присвоено звание «Почетный гражданин города Хабаровска».
Являлся членом Российской академии юридических наук. Автор более 100 научных и учебно-методических работ.

## Научные труды
- Качановский Ю. В. Западное право в XX веке : [Учеб. пособие для педвузов]. — Комсомольск-на-Амуре : Изд-во Комс.-на-Амуре гос. пед. ин-та, 1994. — 97 с. ISBN 5-85094-038-3
- Качановский Ю. В. Феодальное право Западной Европы : Учеб. пособие для студентов ист. фак. пед. вузов / Комсом.-на-Амуре гос. пед. ин-т. - Комсомольск-на-Амуре : Изд-во Комс.-на-Амуре гос. пед. ин-та, 1996. — 78 с.
- Качановский Ю. В. Феодальное право Западной Европы : Учеб. пособие / М-во общ. и проф. образования Рос. Федерации. Хабаровский гос. акад. экономики и права. Юрид. фак. Каф. гос.-правовых дисциплин. — Хабаровск : ХГАЭП, 1997. — 68 с.
- Римское право / М-во общ. и проф. образования Рос. Федерации. Хабар. гос. акад. экономики и права(ХГАЭП). Юрид. фак. Каф. гос.-правовых дисциплин; [Ю. В. Качановский]. — Хабаровск : Хабар. гос. акад. экономики и права, 1997. — 61 с.
- Римское право : Учеб. пособие для студентов, изучающих историю государства и права зарубежных стран / М-во общ. и проф. образования РФ. Комс.-на-Амуре гос. пед. ин-т; [Сост. Качановский, Ю. В.]. — Комсомольск-на-Амуре : Изд-во Комс.-на-Амуре гос. пед. ин-та, 1998. — 69 с.
- Устав муниципального образования города Хабаровска : Комментарий / [Ю. В. Качановский и др.]. — Хабаровск : Изд-во Хабар. краев. центра психол. здоровья, 1999. — 191 с. ISBN 5-93143-010-5
- Качановский Ю. В. Диктатура Сталина: уроки и выводы / Рос. союз юристов. — М. : Юрист, 2002. — 126 с. ISBN 5-94103-013-4
- Качановский Ю. В. Диктатура Сталина. Уроки и выводы : Учеб. пособие / М-во образования Рос. Федерации. Хабар. гос. акад. экономики и права. Юрид. фак. — Хабаровск : РИЦ ХГАЭП, 2002. — 163 с.
- Качановский Ю. В. XXI век. Откуда и куда идет Россия. — М. : Московская тип. № 2, 2009. — 314 с. ISBN 978-5-86472-207-7